# Paul Chaikin
Paul Chaikin (Brooklyn, 14 de novembro de 1945) é um físico estadunidense.